# Segmentina calatha
Segmentina calatha is een slakkensoort uit de familie van de Planorbidae. De wetenschappelijke naam van de soort is voor het eerst geldig gepubliceerd in 1850 door Benson.